# Openclipart

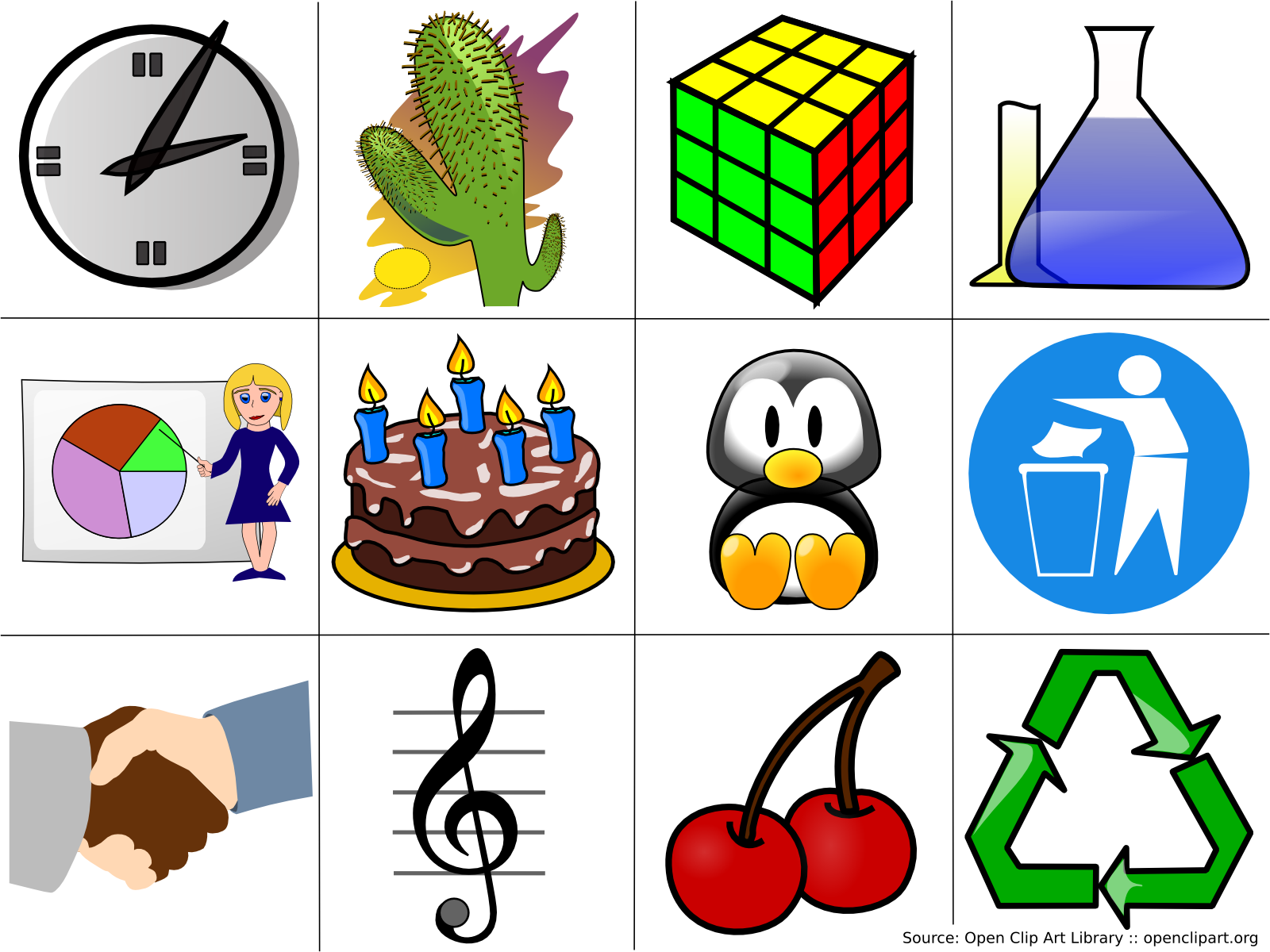
Exemples de clip art del Open Clip Art Library.

El projecte Open Clip Art Library (biblioteca oberta de Clip Art) vol crear una col·lecció de clip art vectorials que puguin ser usats lliurement per a qualsevol propòsit. El projecte va començar a principis de 2004, i per setembre de 2005 incorporava més de 6500 imatges de més de 500 artistes, oferint la biblioteca sencera com una descàrrega lliure. Totes les imatges són ofertes com a domini públic pels seus autors. Les imatges estan en format Scalable Vector Graphics (SVG), amb les respectives miniatures en format Portable Network Graphics (PNG).
La Open Clip Art Library va ser inspirada per la col·lecció de banderes de Sodipodi així com per les llicències Creative Commons i la mateixa Viquipèdia.